# Gustaf Hamilton af Hageby
Carl Gustaf Hugo Casimir Hamilton af Hageby, född 21 mars 1921 i Oscars församling, Stockholm, död 31 mars 2016 i Engelbrekts distrikt i Stockholm, var en svensk friherre, jurist och diplomat.

## Biografi
Hamilton af Hageby var son till landshövdingen, friherre Carl Hamilton och grevinnan Märtha De la Gardie. Han tog juristexamen i Uppsala 1945 och blev attaché vid Utrikesdepartementet (UD) 1947. Hamilton af Hageby tjänstgjorde i London 1948, Prag 1950, var andre sekreterare vid UD 1952, förste sekreterare i Warszawa 1957, Paris 1959, UD 1962, byrådirektör 1963, chef för politiska avdelningen 1:a byrå 1965, ambassadråd i Paris 1967, minister 1970, ambassadör för nedrustningsdelegationen i Genève 1974 och envoyé i Pretoria 1978 samt ambassadör i Dublin 1982–1987.
Han var från 1949 till sin död gift med Malin Printzsköld (1926–2021), dotter till kammarherre Carl Printzsköld av adelsätten Printzsköld och Ingrid Melander.